# Косяков, Владимир Антонович
Влади́мир Анто́нович Косяко́в (19 июля 1866, Санкт-Петербург — 27 января 1922, Петроград) — русский архитектор, гражданский инженер, педагог. Брат архитекторов Василия и Георгия Косяковых.

## Биография
Первоначальное образование получил в Александровском кадетском корпусе. В 1885 году поступил в Петербургский институт гражданских инженеров, который окончил в 1890 году со званием гражданского инженера и правом на чин X класса.
После окончания обучения был направлен на службу в Техническо-строительный комитет Министерства внутренних дел (1890). В том же году был определён преподавателем рисования и начертательной геометрии в Институт инженеров путей сообщения, где сначала практически занимался со студентами, а с 1891 начал чтение лекций по теории перспективы. Преподавал также в Институте гражданских инженеров. Член Петербургского общества архитекторов (c 1893). Титулярный советник (1897).
Принимал участие в постройках своих братьев архитекторов. Занимался рисованием акварелью с натуры.
В 1897 году назначен преподавателем строительного искусства в Горный институт с оставлением преподавания на всех предыдущих местах работы.
Умер и похоронен в Петрограде, на Новодевичьем кладбище (подхоронен к жене Юлии Иосифовне), неподалеку от места захоронения В. А. Косякова.

## Проекты и постройки
- Доходный дом генерал-майора Н. П. Демидова. Большой проспект Васильевского острова, 50 (1910—1911)[3].
- Церковь Александра Невского в Красном Селе. Красное Село, переулок Щуппа, 10 (1890)[4].
- Дом Благородного собрания. Итальянская улица, 27/Малая Садовая улица, 2 (1912—1914)[5][6].